# Little Spain LA.
Little Spain és una productora audiovisual coneguda per estar darrere dels videoclips de C. Tangana. Aquest equip format per Antón Álvarez (conegut com a C. Tangana), Carlos Bacana, Roge González, María Rubio i Cristina Trenas entre d'altres, es dediquen a la creació i desenvolupament de contingut audiovisual. Tot i que Little Spain LA és una productora audiovisual, abasta més disciplines i espais que una productora convencional.

## Equip
L'equip està format per molts membres de la gran productora CANADA, així que l'equip és un col·lectiu de creatius espanyols que viuen a Los Angeles majoritàriament.

## Projectes
El projecte més destacat realitzat fins ara ha estat el disc El Madrileño de C.Tangana amb Santos Bacana com a director creatiu. Van desenvolupar la imatge d'aquest disc que aclama Luis M. Maínez de Mondosonoro. Fins avui, s'ha focalitzat en els videoclips i el desenvolupament creatiu del disc El Madrileño, però l'objectiu d'aquesta productora és fer ficcions de tota mena i continuar interpretant realitats. De fet, una de les seves ambicions és el cinema (tot i que també deixen lloc a la moda o al disseny).

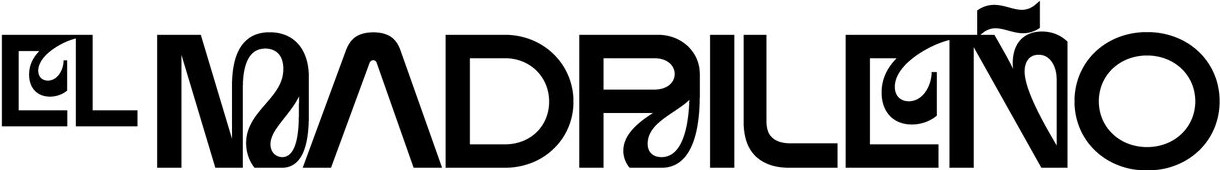
El Madrileño és l'àlbum del C. Tangana i Little Spain.

També han desenvolupat la marca de roba del mateix artista, anomenada Late Checkout Issa. El llançament d'aquesta marca va ser el 21 d'abril del 2021. Actualment, aquesta empresa del món de la moda, consta de tres col·leccions: The Bellboy: Chapter I, The Bellboy: Chapter II i The Rockstar.

## Nom
El nom d'aquesta productora audiovisual és donat per Little Spain, que és un barri que es va formar a Nova York, més concretament a Manhattan a principis del segle 20. Aquest barri es va anomenar així a causa de la concentració d'immigrants espanyols (igual que va passar amb Little Italy amb els italians o amb Chinatown amb els xinesos). Així doncs, els espanyols es van concentrar en aquest barri i van donar nom a aquesta part de la ciutat.

## Història
El primer projecte de Little Spain va ser el 2018, un curtmetratge anomenat Condominium dirigit per Santos Bacana tot i que, finalment, aquest no va sortir a la llum. Després del disc d'Avida Dollars, C Tangana experimenta una evolució i transformació musical i visual en la qual s'allunyava del trap i s'endinsava més a la música llatina. Aquest mateix any, el 2018, s'estrena Un Veneno de C Tangana i El Niño de Elche i és el primer videoclip que fa Little Spain dirigit per Santos Bacana. Més tard, es va realitzar Para repartir, que es va rodar al teatre Amèrica, a l'Havana, Cuba i en el qual va aparèixer Eliades Ochoa. Little Spain va col·laborar amb la gran i famosa productora nord-americana CANADA per produir el videoclip de Pronto Llegará.

## Estil i estètica
Totes les creacions de Little Spain LA tenen en comú una estètica molt reconeixible, única i simbòlica. L'estètica està inspirada als anys 70 amb estètica espanyola però, tant dins com fora d'Espanya, així que, en moltes de les creacions, es pot observar l'Espanya profunda com ara elements religiosos, barris, etc. En definitiva, el folklore espanyol, sobretot madrileny. Aquesta productora barreja allò tradicional amb allò actual, modern i tecnològic i l'entitat nacional i globalització. En alguns videoclips de l'artista s'evidencia una inspiració de Pedro Almodóvar, tant en alguns plans com en la barreja de melodrames clàssics amb elements de la cultura espanyola, encara que també hi ha referències a Paolo Sorrentino. Així que Little Spain crea un discurs narratiu-visual barrejant allò vell amb allò nou, l'estil Kitsch i l'arquitectura pretèrita (brutalista o modernista) formen part de la marca d'identitat de la productora.